# 大久保怜
大久保 怜（おおくぼ れい、本名：大久保 捨次〔おおくぼ すてつぐ〕、1920年〈大正9年〉4月21日 - 2007年〈平成19年〉2月12日）は、日本の関西地方を中心に活躍した放送タレント、声帯模写芸人。時折「大久保玲」と表記されることがあるが誤り。

## 略歴
大久保の先祖は大久保忠教（大久保彦左衛門）の三男の子孫といわれている。
神奈川県横浜市中区太田町生まれ。幼少時に兵庫県神戸市へ移住。大久保が育った当時の生家は、「全国で一、二を争う真珠養殖業者」であった。旧制灘中学校を経て、1942年に同志社大学法学部を卒業。戦時中の折で6月の卒業となり、同年10月、予備役として丸亀の陸軍部隊に配属される。兵卒としてのつらい経験から幹部候補生を目指し、試験に合格して予備少尉となる。中国南部戦線を機関銃中隊小隊長として転戦、戦時特例として予備中尉となり終戦を迎える。復員後の1946年11月にNHK入局。大阪放送局芸能課で芸能番組のスタッフとしてさまざまな番組に携わる（JOBK合唱団の団員だったとする資料もある）。
その後1950年に退職。兄2人が戦死し、後継者がいなくなっていた実家の真珠養殖業を継ぐも、1951年の民間放送開始に合わせてラジオ番組への出演を開始。東海林太郎や田端義夫らの歌声をまねる、「歌謡声帯模写」というジャンルを開拓し、川上のぼると並ぶ第一人者となった。翌年1952年に相次いでスタートした『明色・歌謡ゲーム』（ABC）『演芸五目めし』（NJB）の司会に抜擢され、「早口で流暢。それでいて少しも気取ったところがない」と評される話術で人気を博した。
数多くの演芸番組・音楽番組に出演した。1960年に始まったMBSの長寿番組『素人名人会』では40年間の長きにわたって審査員長を務めた。他にもNET（現・テレビ朝日）『象印スターものまね大合戦』の審査員も務め、一時は全国区の知名度だったが、その歯に衣着せぬ毒舌ぶりが災いしたのか、関西以外ではあまり支持されず、結局関西ローカルでの人気にとどまった。司会を務めた読売テレビの『帰ってきた歌謡曲』は、その番組の人選も含め「東の『なつかしの歌声』、西の『帰ってきた歌謡曲』」と絶賛された。
居酒屋チェーン店「たよし」のCMモデルを長く務め（関西ローカル）、大久保自ら歌う「ターンターン、たーよしー、行くよしたよーしー」、また同じメロディーで系列店「食堂ビルとんぼり」の「とーんとーん、とんぼーりー、道頓堀のー」のCMソングが1980年前後にテレビで流れ、関西圏で広く知られている。
2000年、『素人名人会』40周年をきっかけとして芸能活動から引退を宣言。その後はカラオケ教室での指導、講演、著書出版をおこなった（この間サッポロビールのラジオCMに出演している）が、2002年頃、外出中に脳梗塞により昏倒、一旦は回復するも入退院を繰り返すようになった。もともと肺気腫を患っており、入院生活によって歩行困難となっていった。亡くなる直前は多臓器不全に陥っており意識はあったものの完全に寝たきりであった。2007年2月12日16時56分、神戸市内の病院で死去した。86歳。公式な死因は慢性腎不全となっているが、直接の死因は敗血症によるショック死である。腎臓の治療のため透析をしていたが、そこから感染症にかかり急死した。容態が急変したため、病院に集まるのが間に合わず、最期を看取れなかった家族もいた。最後の言葉は「家族みんなが仲良く…」であったと伝えられている。

## 門下
喜劇俳優の大村崑は彼の一番弟子である。ほかにも久保田進（サウンドコピー）、坂本良、あおきあいがいる。

## 人物・エピソード
- 1980年代、大阪市内で喫茶店「れい」を経営していた。やがて自然発生的に、映画・アニメ・アイドルなどに偏執的な知識と熱狂的な興味を持つ若者集団（※当時はまだオタクという概念はなかった）の溜まり場となった。彼ら常連客はコーヒー1杯で何時間も居座るなど回転が非常に悪かったため、大久保は店から締め出すことを決意、カラオケ機器を導入し、話すことをできなくする実力行使に出るも、批判を浴び、あえなく店を畳むことになったという。このときの常連客に竹内義和[5]や大森望[6]がいた。

## 出演

### テレビ番組
- 素人名人会（MBS）
- 象印スターものまね大合戦（NET＝現・テレビ朝日）
- 帰ってきた歌謡曲（読売テレビ）

他

### ラジオ番組
- 大久保怜の歌謡電リク大行進（ラジオ関西）
- CRミュージックスペース558（ラジオ関西）
- 明色・歌謡ゲーム（ABCラジオ）
- 日産ミュージック・ギャラリー ポップ対歌謡曲（ABCラジオ）
- ノーベル・音のびっくり箱（新日本放送）
- おはようリスナー大久保怜です（MBSラジオ）
- なぐりこみ歌謡七人衆（ラジオ大阪）

他

## 著書
- 『大久保怜のナツメロの人々』燃焼社、2002年2月刊 エラー: 日付が正しく記入されていません。。ISBN 4-88978-019-X。